# Vryp

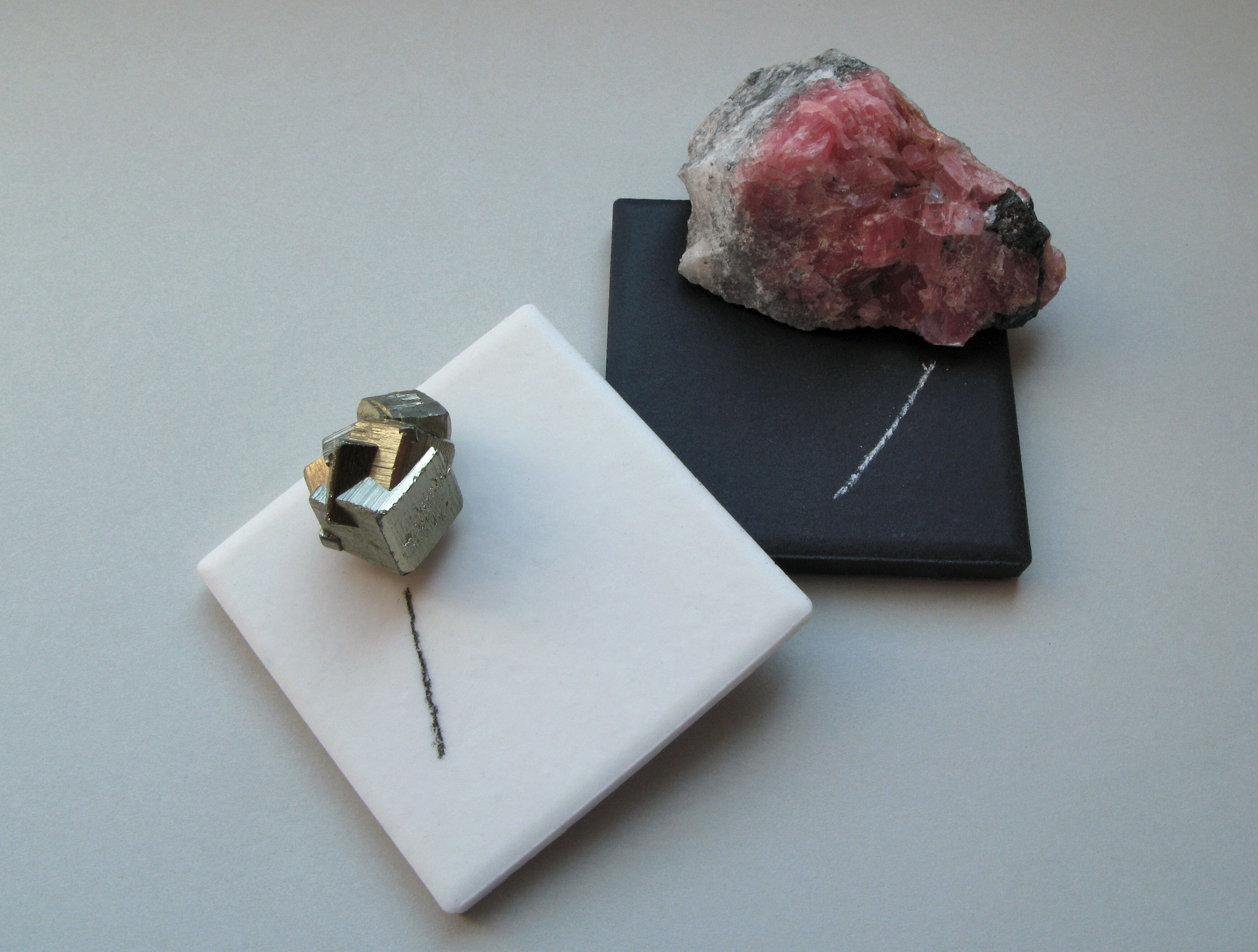
Vryp pyritu (vlevo) a rodochrozitu

Vryp je pojem z mineralogie. Jedná se o barvu prášku získaného otřením minerálu o destičku z bílého nepolévaného porcelánu. U minerálů, jejichž tvrdost je vyšší než destičky (>7.5), jsou k získání prášku používány jiné mechanické metody.
Nerosty mohou být: 1) barevné (prášek je barevný) nebo 2) zbarvené a bezbarvé (prášek je bílý).